# David Brian

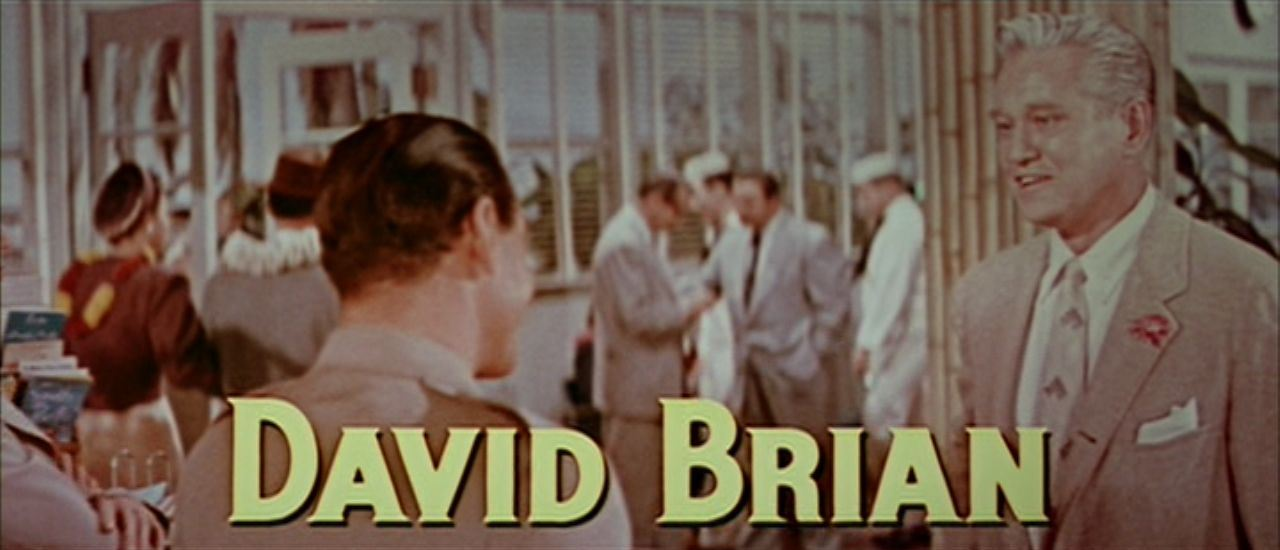
Au générique de Écrit dans le ciel (1954)

David Brian est un acteur américain né le 5 août 1914 à New York (État de New York) et mort le 15 juillet 1993 à Sherman Oaks (Californie).

## Filmographie

### Cinéma
- 1935 : Les Hors-la-loi ('G' Men) de William Keighley : The Chief (1949 reissue scenes)
- 1949 : Boulevard des passions (Flamingo Road) de Michael Curtiz : Dan Reynolds
- 1949 : La Garce (Beyond the Forest) de King Vidor : Neil Latimer
- 1949 : L'Intrus (Intruder in the Dust) de Clarence Brown : John Gavin Stevens
- 1950 : L'Esclave du gang (The damned don't gry) de Vincent Sherman : George Castleman / Joe Cavany
- 1950 : Gentleman cambrioleur (it) (The Great Jewel Robber) de Peter Godfrey : Gerald Graham Dennis
- 1950 : Breakthrough (en) de Lewis Seiler : Capt. Tom Hale
- 1951 : Inside Straight (en) de Gerald Bayer : Rip MacCool
- 1951 : Les Révoltés de Folsom Prison (en) (Inside the Walls of Folsom Prison) de Crane Wilbur : Mark Benson
- 1951 : La Furie du Texas (Fort Worth) d'Edwin L. Marin : Blair Lunsford
- 1952 : La Reine du hold-up (This Woman Is Dangerous) de Felix E. Feist : Matt Jackson
- 1952 : La Mission du commandant Lex (Springfield Rifle) de André De Toth : Austin McCool, Raider Leader
- 1952 : La Première Sirène (Million Dollar Mermaid) de Mervyn LeRoy : Alfred Harper
- 1953 : A Perilous Journey (it) de R. G. Springsteen : Monty Breed
- 1953 : Ambush at Tomahawk Gap (en) de Fred F. Sears : Egan
- 1954 : Écrit dans le ciel (The High and the Mighty) de William A. Wellman : Ken Childs
- 1954 : Vengeance à l'aube (Dawn at Socorro) de George Sherman : Dick Braden
- 1955 : La Loi du plus fort (Timberjack) de Joseph Kane : Croft Brunner
- 1956 : Fury at Gunsight Pass (en) de Fred F. Sears : Whitey Turner
- 1956 : No Place to Hide (en) de Josef Shaftel (en) : Dr Dobson
- 1956 : La VRP de choc (The First Traveling Saleslady) d'Arthur Lubin : James Carter, president, Carter Steel
- 1956 : The White Squaw (it) de Ray Nazarro : Sigrod Swanson
- 1956 : Accused of Murder (en) de Joseph Kane : Police Lt. Roy Hargis
- 1958 : Ghost of the China Sea (en) de Charles B. Griffith : Martin French
- 1959 : The Rabbit Trap de Philip Leacock : Everett Spellman
- 1961 : Milliardaire pour un jour (Pocketful of Miracles) de Frank Capra : Governor
- 1962 : La Conquête de l'Ouest (How the West Was Won) de Henry Hathaway, John Ford et George Marshall : Lilith's attorney
- 1966 : Rancho Bravo (The Rare Breed) d'Andrew V. McLaglen : Charles Ellsworth
- 1966 : Castle of Evil (it) de Francis D. Lyon : Robert Hawley
- 1968 : The Destructors (en) de Francis D. Lyon : Hogan
- 1969 : Childish Things (en) de John Derek et David Nelson: Jennings
- 1969 : The Girl Who Knew Too Much (en) de Francis Lyon (en) : Had Dixon
- 1971 : The Seven Minutes (en) de Russ Meyer : Cardinal McManus

### Télévision
- 1960 : Les Incorruptibles,  Guerre des gangs à Saint-Louis
- 1968 : Star Trek (série) : épisode Fraternitaire : Professeur/Fuhrer John Gill
- 1970 : L'Immortel (The Immortal), série : Arthur Maitland (1970-1971)
- 1972 : Chasseur d'homme (The Manhunter) : Walter Sinclair